# Silverfallet-Karlsfors
Silverfallet-Karlsfors är ett naturreservat i Skövde kommun i Västra Götalands län.

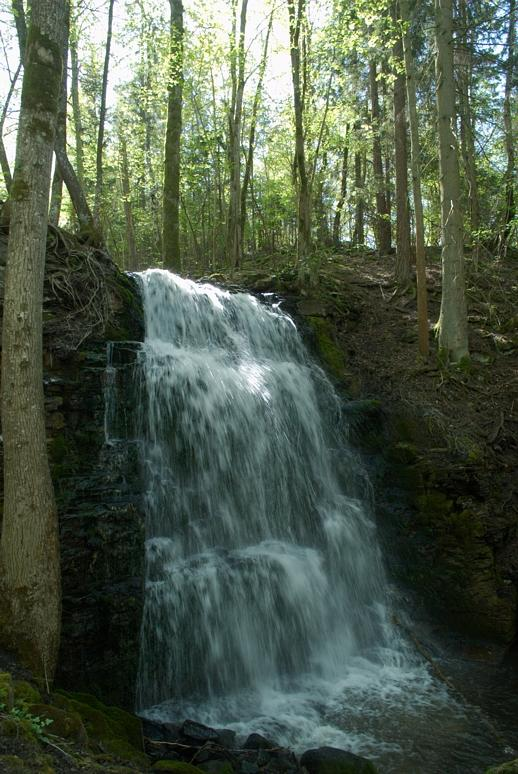
Silverfallet

Området har varit skyddat sedan 1991 och är 46 hektar stort. Det är beläget i en västsluttning från kalkstenskleven på Nordbillingens kalkstensplatå ned till slättmarkerna runt sjön Lången. 
Största delen av reservatet har ingått i ängsmarker som sedan vuxit igen till ädellövskog. Där växer mest ask och alm men inslag av björk, ek och körsbär förekommer. Genom skogen rinner Karlsforsbäcken. Silverfallen kastar sig utför den 50 meter höga branten. På sommaren torkar bäcken ut helt. På våren blommar blåsippa, gullviva, smånunneört, vårlök, svalört och lungört. I södra delen av reservatet finns stora ytor öppen ängsmark. Härmsångare och grönsångare finns i området. 
Berggrunden utgörs av sedimentbergarterna kalksten, alunskiffer och sandsten. I sluttningen nära fallet finns lämningar och stenbrott efter den tid då kalksten och alunskiffer bröts i området. Där låg förr Karlsfors alunbruk och kalkbruk. 
Karlfors gård vid Silverfallet har en lång och spännande historia som inleds redan vid 1800-talets början. Då anländer grosshandlare Bernt Harder Santesson från Göteborg och anlade Karlsfors alunbruk. De ursprungliga byggnaderna vid Karlsfors gård tillkom samtidigt som alunbruket uppfördes. Bland den äldsta bebyggelsen märks mangårdsbyggnad och flyglar. Dessutom finns två bruksarbetarlängor bevarade.   
Naturreservatet ingår i EU:s ekologiska nätverk av skyddade områden, Natura 2000. 